# Starboy: Legend of the Fall Tour
El Starboy: Legend of the Fall Tour fue la sexta gira de conciertos del cantante y compositor canadiense The Weeknd, para apoyar su álbum Starboy (2016). La gira comenzó el 17 de febrero de 2017, en el Ericsson Globe en Estocolmo y finalizó en el Perth Arena en la ciudad de Perth el 14 de diciembre del mismo año.

## Lista de canciones
1. «All I Know»
2. «Party Monster»
3. «Reminder»
4. «Six Feet Under»
5. «Low Life»
6. «Might Not»
7. «Often»
8. «Acquainted»
9. «Ordinary Life»
10. «Stargirl Interlude»
11. «Starboy»
12. «Nothing Without You»
13. «Rockin'»
14. «Secrets»
15. «Can't Feel My Face»
16. «In the Night»
17. «Earned It»
18. «Wicked Games»
19. «High for This»
20. «The Morning»
21. «Sidewalks»
22. «Crew Love»
23. «Die for You»
24. «I Feel It Coming»

- Encore

1. «False Alarm»
2. «House of Balloons»
3. «Glass Table Girls»
4. «The Hills»

## Fechas
La siguiente tabla muestra la lista de todos los conciertos, junto a la ciudad, país y lugar correspondientes; además de los actos de apertura
| Día                      | Ciudad           | País           | Lugar                             |
| Europa                   | Europa           | Europa         | Europa                            |
| ------------------------ | ---------------- | -------------- | --------------------------------- |
| 17 de febrero de 2017    | Estocolmo        | Suecia         | Ericsson Globe                    |
| 19 de febrero de 2017    | Oslo             | Noruega        | Spektrum                          |
| 20 de febrero de 2017    | Copenhague       | Dinamarca      | Royal Arena                       |
| 24 de febrero de 2017    | Ámsterdam        | Países Bajos   | Ziggo Dome                        |
| 26 de febrero de 2017    | Zúrich           | Suiza          | Hallenstadion                     |
| 28 de febrero de 2017    | París            | Francia        | AccorHotels Arena                 |
| 2 de marzo de 2017       | Colonia          | Alemania       | Lanxess Arena                     |
| 3 de marzo de 2017       | Amberes          | Bélgica        | Sportpaleis                       |
| 5 de marzo de 2017       | Mánchester       | Reino Unido    | Manchester Arena                  |
| 7 de marzo de 2017       | Londres          | Reino Unido    | The O2 Arena                      |
| 8 de marzo de 2017       | Londres          | Reino Unido    | The O2 Arena                      |
| 10 de marzo de 2017      | Glasgow          | Reino Unido    | The Hydro                         |
| 11 de marzo de 2017      | Newcastle        | Reino Unido    | Metro Radio Arena                 |
| 13 de marzo de 2017      | Birmingham       | Reino Unido    | Barclaycard Arena                 |
| 14 de marzo de 2017      | Leeds            | Reino Unido    | First Direct Arena                |
| Sudamérica               |                  |                |                                   |
| 23 de marzo de 2017      | Bogotá           | Colombia       | Parque Deportivo                  |
| 26 de marzo de 2017      | São Paulo        | Brasil         | Autódromo José Carlos Pace        |
| 1 de abril de 2017       | Buenos Aires     | Argentina      | Hipódromo de San Isidro           |
| 2 de abril de 2017       | Santiago         | Chile          | Parque O'Higgins                  |
| Norteamérica             |                  |                |                                   |
| 25 de abril de 2017      | Vancouver        | Canadá         | Rogers Arena                      |
| 26 de abril de 2017      | Seattle          | Estados Unidos | KeyArena                          |
| 28 de abril de 2017      | San José         | Estados Unidos | SAP Center                        |
| 29 de abril de 2017      | Inglewood        | Estados Unidos | The Forum                         |
| 30 de abril de 2017      | Inglewood        | Estados Unidos | The Forum                         |
| 2 de mayo de 2017        | Phoenix          | Estados Unidos | Talking Stick Resort Arena        |
| 4 de mayo de 2017        | Dallas           | Estados Unidos | American Airlines Center          |
| 6 de mayo de 2017        | Houston          | Estados Unidos | Toyota Center                     |
| 9 de mayo de 2017        | Nueva Orleans    | Estados Unidos | Smoothie King Center              |
| 11 de mayo de 2017       | Sunrise          | Estados Unidos | BB&T Center                       |
| 12 de mayo de 2017       | Tampa            | Estados Unidos | Amalie Arena                      |
| 13 de mayo de 2017       | Atlanta          | Estados Unidos | Philips Arena                     |
| 17 de mayo de 2017       | Charlotte        | Estados Unidos | Spectrum Center                   |
| 18 de mayo de 2017       | Washington D. C. | Estados Unidos | Verizon Center                    |
| 19 de mayo de 2017       | Atlantic City    | Estados Unidos | Boardwalk Hall                    |
| 23 de mayo de 2017       | Rosemont         | Estados Unidos | Allstate Arena                    |
| 24 de mayo de 2017       | Auburn Hills     | Estados Unidos | The Palace of Auburn Hills        |
| 26 de mayo de 2017       | Toronto          | Canadá         | Air Canada Centre                 |
| 27 de mayo de 2017       | Toronto          | Canadá         | Air Canada Centre                 |
| 28 de mayo de 2017       | Ottawa           | Canadá         | Canadian Tire Centre              |
| 30 de mayo de 2017       | Montreal         | Canadá         | Centre Bell                       |
| 2 de junio de 2017       | Uncasville       | Estados Unidos | Mohegan Sun Arena                 |
| 3 de junio de 2017       | Uniondale        | Estados Unidos | Nassau Veterans Memorial Coliseum |
| 4 de junio de 2017       | Newark           | Estados Unidos | Prudential Center                 |
| 6 de junio de 2017       | Brooklyn         | Estados Unidos | Barclays Center                   |
| 7 de junio de 2017       | Brooklyn         | Estados Unidos | Barclays Center                   |
| 9 de junio de 2017       | Cincinnati       | Estados Unidos | U.S. Bank Arena                   |
| 11 de junio de 2017      | Mánchester       | Estados Unidos | Great Stage Park                  |
| 17 de junio de 2017      | Dover            | Estados Unidos | Dover International Speedway      |
| Europa                   |                  |                |                                   |
| 24 de junio de 2017      | Fráncfort        | Alemania       | Commerzbank-Arena                 |
| 28 de junio de 2017      | Roskilde         | Dinamarca      | Festival de Roskilde              |
| 30 de junio de 2017      | Gdynia           | Polonia        | Open'er                           |
| 1 de julio de 2017       | Helsinki         | Finlandia      | Kaisaniemi Park                   |
| 4 de julio de 2017       | Bergen           | Noruega        | Bergenhus Festning                |
| 6 de julio de 2017       | Lisboa           | Portugal       | Passeio Marítimo de Algés         |
| 7 de julio de 2017       | Frauenfeld       | Suiza          | Openair                           |
| 9 de julio de 2017       | Londres          | Reino Unido    | Finsbury Park                     |
| 13 de julio de 2017      | Benicasim        | España         | FIB 2017                          |
| 15 de julio de 2017      | Dublín           | Irlanda        | Marlay Park                       |
| 22 de julio de 2017      | París            | Francia        | Hippodrome de Longchamp           |
| Norteamérica             |                  |                |                                   |
| 6 de agosto de 2017      | Montreal         | Canadá         | Parque Jean-Drapeau               |
| 6 de septiembre de 2017  | University Park  | Estados Unidos | Bryce Jordan Center               |
| 9 de septiembre de 2017  | Toronto          | Canadá         | Air Canada Centre                 |
| 12 de septiembre de 2017 | Boston           | Estados Unidos | TD Garden                         |
| 15 de septiembre de 2017 | Washington D. C. | Estados Unidos | Verizon Center                    |
| 16 de septiembre de 2017 | Filadelfia       | Estados Unidos | Wells Fargo Center                |
| 19 de septiembre de 2017 | Columbus         | Estados Unidos | Schottenstein Center              |
| 20 de septiembre de 2017 | Indianápolis     | Estados Unidos | Bankers Life Fieldhouse           |
| 22 de septiembre de 2017 | Las Vegas        | Estados Unidos | T-Mobile Arena                    |
| 24 de septiembre de 2017 | Saint Paul       | Estados Unidos | Xcel Energy Center                |
| 26 de septiembre de 2017 | Kansas City      | Estados Unidos | Sprint Center                     |
| 27 de septiembre de 2017 | Lincoln          | Estados Unidos | Pinnacle Bank Arena               |
| 29 de septiembre de 2017 | Denver           | Estados Unidos | Pepsi Center                      |
| 2 de octubre de 2017     | Edmonton         | Canadá         | Rogers Place                      |
| 5 de octubre de 2017     | Vancouver        | Canadá         | Rogers Arena                      |
| 6 de octubre de 2017     | Portland         | Estados Unidos | Moda Center                       |
| 8 de octubre de 2017     | Oakland          | Estados Unidos | Oracle Arena                      |
| 11 de octubre de 2017    | Sacramento       | Estados Unidos | Golden 1 Center                   |
| 13 de octubre de 2017    | Anaheim          | Estados Unidos | Honda Center                      |
| 14 de octubre de 2017    | Las Vegas        | Estados Unidos | T-Mobile Arena                    |
| 17 de octubre de 2017    | Houston          | Estados Unidos | Toyota Center                     |
| 19 de octubre de 2017    | San Antonio      | Estados Unidos | AT&T Center                       |
| 21 de octubre de 2017    | Tulsa            | Estados Unidos | BOK Center                        |
| 24 de octubre de 2017    | Miami            | Estados Unidos | AmericanAirlines Arena            |
| 28 de octubre de 2017    | Columbia         | Estados Unidos | Colonial Life Arena               |
| 29 de octubre de 2017    | Nashville        | Estados Unidos | Bridgestone Arena                 |
| 1 de noviembre de 2017   | Detroit          | Estados Unidos | Little Caesars Arena              |
| 2 de noviembre de 2017   | Chicago          | Estados Unidos | United Center                     |
| Oceanía                  |                  |                |                                   |
| 29 de noviembre de 2017  | Auckland         | Nueva Zelanda  | Spark Arena                       |
| 2 de diciembre de 2017   | Sídney           | Australia      | Qudos Bank Arena                  |
| 3 de diciembre de 2017   | Sídney           | Australia      | Qudos Bank Arena                  |
| 6 de diciembre de 2017   | Brisbane         | Australia      | Brisbane Entertainment Centre     |
| 8 de diciembre de 2017   | Melbourne        | Australia      | Rod Laver Arena                   |
| 9 de diciembre de 2017   | Melbourne        | Australia      | Rod Laver Arena                   |
| 11 de diciembre de 2017  | Adelaida         | Australia      | Adelaide Entertainment Centre     |
| 14 de diciembre de 2017  | Perth            | Australia      | Perth Arena                       |